# Chiesa di Santa Vittoria Vergine e Martire (Gualtieri)
La chiesa di Santa Vittoria Vergine e Martire è la parrocchiale di Santa Vittoria, frazione di Gualtieri, nella provincia di Reggio Emilia in Emilia-Romagna. Risale al XVI secolo.

## Storia
Fu Ippolito I Bentivoglio, nel 1585, a far costruire la primitiva chiesa nella frazione di Santa Vittoria per rispettare la volontà paterna che intendeva così celebrare le grandi opere di bonifica sul territorio reggiano. Parte dei materiali utilizzati per la sua erezione arrivarono dalla demolizione dell'oratorio di San Girolamo che sorgeva poco lontano.
Durante il secolo seguente venne donata alla chiesa una reliquia della santa. Verso la fine del secolo l'edificio venne ristrutturato con un aumento dei suoi volumi e fu rifatta la parte del soffitto.
Nel 1720 venne edificata la nuova sacrestia poi fu modificata anche la facciata e attorno alla metà del XVIII secolo fu ricostruito ed ampliato il coro. L'altare del Crocifisso fu rifatto nel 1807 e, tre anni dopo, sulla parte mediana della facciata venne dipinta la frase: LICTIS EXURGIT TEMPlUM VICTORIA MURIS. 
Si continuò poi a completare gli interni con la costruzione della cantoria.
Nel 1828 dal punto di vista della giurisdizione ecclesiastica il territorio di Santa Vittoria dalla diocesi di Parma entrò a far parte della diocesi di Reggio. Venne elevata a dignità di chiesa parrocchiale nel 1857 e nel 1866 vi fu un nuovo mutamento di giurisdizione ecclesiastica, col passaggio alla diocesi di Guastalla.
Negli anni cinquanta del XX secolo, dopo i gravissimi danni causati dall'alluvione del Po, fu necessario restaurare l'edificio con nuovi altari e col rifacimento della pavimentazione. Durante tali lavori venne riportato alla luce un frammento di affresco raffigurante la Madonna della Luna che venne collocato nella cappella dedicata all'Immacolata Concezione.
Negli anni ottanta un restauro prima riguardò le opere di protezione contro le infiltrazioni di umidità poi la ritinteggiatura e la ripulitura delle pareti, con attenzione agli affreschi absidali. Dopo il terremoto del 1987 fu necessario un consolidamento strutturale e, nuovamente, dopo il sisma del 1996 si intervenne con il ripristino delle condizioni di sicurezza, e la maggior attenzione in questa fase fu dedicata al timpano della facciata.

## Descrizione
La facciata è suddivisa in due ordini, scanditi da lesene, e completata da un frontone a contorno curvilineo. La torre campanaria, che risale al 1722, è separata dal corpo di fabbrica principale. La navata all'interno è unica, con cappelle laterali. La prima cappella a destra è dedicata alla titolare Santa Vittoria. Nel suo altare è conservata la reliquia della santa.